# Бангладеш на Олімпійських іграх
Бангладеш бере участь в Олімпійських іграх з 1984 року. Всього в Іграх брали участь 27 представників даної країни (21 чоловік і 6 жінок), які виступали в змаганнях з легкої атлетики, плавання та стрільби. Найбільші делегації (по 6 спортсменів) представляли на Олімпійських іграх у 1988 та 1992 роках. Спортсмени країни не змогли завоювати жодної медалі. У зимових Олімпійських іграх Бангладеш не брав участі.
Країна має можливість посилати своїх спортсменів на Олімпійські ігри, переважно, отримавши на турнір спеціальне запрошення організаторів — вайлд-кард.
Національний олімпійський комітет Бангладешу було стоворено в 1979 році й визнано в 1980 році.